# Maciej Zaremba
Maciej Zaremba, folkbokförd Maciej Zaremba Bielawski, född 12 mars 1951 i Poznań, Polen, är journalist och författare.
Zaremba är sedan 1989 medarbetare vid Dagens Nyheters kulturredaktion. Han har erhållit flera svenska priser och utmärkelser, och blev 2009 utsedd till hedersdoktor vid Lunds universitet.

## Biografi
Zaremba heter ursprungligen Maciej Bielawski[källa behövs] och tillhör en polsk adelsätt med detta namn.[källa behövs]
Maciej Bielawski emigrerade från Polen till Sverige 1969 på grund av kommunistpartiets antisemitiska kampanj. Han hade arbetat som mentalvårdare och byggnadsarbetare innan han blev journalist på heltid. Han var medlem i Förbundet Kommunist från 1971 men lämnade[källa behövs] den kommunistiska rörelsen i samband med att förbundet lades ned år 1982. Under en period skrev han artiklar i vänstertidningar.
Zaremba har avlagt en filosofie kandidatexamen vid Stockholms universitet med idéhistoria som huvudämne. Hans uppsats i idéhistoria "Folkhemmets etikett och moral eller den etiska grunden för trevnaden" (1988) handlar om svenska etikettböcker som återspegling av den växande svenska medelklassens ursprung och värderingar under 1930- och 1940-talen.
Sedan 1981 har han skrivit för Dagens Nyheters kulturredaktion under pseudonumen Maciej Zaremba, som anknyter till familjens släktvapen.[källa behövs] Han är gift med författaren Agneta Pleijel sedan 1982.

## Verk i urval

### Artikelserier i Dagens Nyheter
- Idékris (S) (1984) handlade om den socialdemokratiska idétraditionen. Enligt Zaremba fanns det ursprungligen humanitet och moral inom den svenska arbetarrörelsen, men den sociala ingenjörskonsten hade tagit över. Förklaringar sökte han i Sveriges unika historia och kultur.
- Om tillståndet i Sverige (1987) handlade om att Sverige har en "despotiskt-demokratisk" rättssyn. Enligt Zaremba hade i Sverige i mitten av 1980-talet trygghet, välstånd och jämlikhet blivit viktigare än individens värdighet och frihet.
- Tvångssteriliseringar i Sverige (1997). I två artiklar beskrev Zaremba tvångssteriliseringarnas historia i Sverige och Norden. Hans huvudpoäng var att denna politik var de nordiska välfärdsstaternas, och särskilt Sveriges, baksida. De utlöste en av de allvarligaste och längsta debatterna i Sverige på många år. De drog även till sig internationell uppmärksamhet. Ett resultat blev en ursäkt från regeringen och ekonomisk kompensation till de drabbade, samt en statlig utredning som avslutades 2000.[9] I samband med tvångssteriliseringsdebatten hävdade författaren och journalisten Erik Wijk att Zaremba använt exempel som antingen var påhittade, osant återgivna eller ostyrkta.[10][källa behövs]
- Du gamla, du sjuka (2004)[11] var ett försök av Zaremba att förstå de internationellt sett höga svenska sjuktalen. Huvudbudskapet var en stark kritik av landstingen som organisation. Enligt Zaremba var denna artikelserie mer sökande och resonerande än andra som han hade skrivit. Den innehöll likväl kritiska reflektioner kring politisering av sjukskrivning och konflikthantering. Zaremba jämförde till exempel diagnosen utbränd i Sverige med sinnessjuksförklaring av kritiker i före detta östländer.
- Rättvisan och dårarna (2006)[12] handlade om att svensk straffrätt inte kräver att en person kan ta ansvar för sina handlingar för att han eller hon ska dömas för brott, och att brottslingar som inte är sjuka ändå döms till vård. Endast Grönland och några stater i USA ska, enligt Zaremba, ha en liknande syn på sinnessjukdom och straff. Förklaringen fann han i en socialdemokratisk straffrättsreform på 1960-talet med socialdarwinistiska rötter och en vilja hos politikerna att kunna agera opportunistiskt.
- Den polske rörmokaren (2006)[13] handlade om protektionism, främlingsfientlighet och olagliga metoder i Byggettans blockad i Vaxholm mot ett lettiskt byggföretag. Byggettan ska ha ställt högre krav på det lettiska företaget än på svenska företag samt ha krävt en särskild avgift till facket. De hade också, enligt Zaremba, drivit en kampanj som har framställt utländska arbetare som prostituerade.
- Först kränkt vinner (2008)[14] handlade om innebörden i begreppet kränkt och hur detta, enligt Zaremba, hade missbrukats på Lärarhögskolan och hanterats felaktigt av diskrimineringsombudsmannen. Zaremba ansåg att "kränkt" inte var ett fungerande juridiskt begrepp, eftersom det definieras subjektivt. Åsa Linderborg på Aftonbladet kritiserade artikelserien för bland annat "grova överdrifter".[15][16] Socialdemokraten Daniel Suhonen och vänsterpartisten Ali Esbati instämde i Linderborgs kritik.[17] Zaremba svarade att Linderborgs kritik inte bygger på sakargument, utan på att han pekas ut som inte tillräckligt svensk eller lojal med svenska värderingar "Det är ovärdigt att själv behöva bemöta anklagelsen för att man inte är riktigt svensk".[18]
- I väntan på Sverige (2009)[19] handlade om svenska attityder till invandring och mångkultur. Svenskt flyktingmottagande beskrevs som valhänt, passiviserande och delvis korrumperat på kommunal nivå. Zarembas huvudtes var att svenskarna inte är rasister, men har svårt att hantera personer som inte uppträder i enlighet med svenska kulturella normer. Samtidigt menade han att svenskarna inte är förmögna att se sin egen kultur.
- Mobbarna och rättvisan (2010) handlade om mobbning som modernt samhällsproblem och om Sverige som ett negativt särfall. Zaremba skrev att Svenska domstolar inte har fällt en enda arbetsgivare enligt 1993 års lag om kränkande särbehandling på grund av politisk korruption vilken beror på den svenska modellen. Till den svenska särarten hör också att det oftare är kollegor än chefer som mobbar.[20] Artikelserien klandrades av pressens opinionsnämnd (PON) för att ha brutit mot god publicistisk sed. En arbetsgivare pekas ut som skyldig till att ha brutit ned en annan människa. PON anser att faktaunderlaget för detta inte granskats tillräckligt noga och att Zaremba demoniserar arbetsgivaren på ett sätt som är oförenligt "...med en ansvarig hållning inför den publicistiska uppgiften".[21]
- Hem till skolan (2011)[22] var ett reportage om den svenska skolan, där Zaremba argumenterade att dess största problem är kommunalt ägarskap i kombination med marknadstänkande.[23]. Andra företeelser som han kritiserade var det relativa betygssystemet, lärarutbildningen[23] och svenska forskare inom pedagogik.[24] Artikelserien kritiserades av bland andra Mats Widgren, professor i kulturgeografi vid Stockholms universitet. Han kritiserade Zaremba för slarv med fakta och misstolkning av text skriven av Widegren, vilken Zaremba använt som referens.[25] Idéhistorikern Sven-Eric Liedman ansåg att Zarembas skolserie var ytlig och hade en förenklad syn på kunskap.[26]
- Skogen vi ärvde (2012)[27], en reportageserie om den svenska kalhyggepolitiken, som senare låg till grund för boken med samma namn.
- Den olönsamma patienten (2013)[28], en reportageserie om den svenska sjukvården.
- Rättvisans demoner (2015) [29] reportageserie där Maciej Zaremba lyfter fram exempel på män och barn som behandlas illa av rättsväsende och socialtjänst vid vårdnadstvister; något som Zaremba menar beror på misandriska strukturer inom dessa väsen. Artikelserien kritiserades av Kajsa Ekis Ekman som kallade den ett "patriarkalt pekoral" och menade att "verkligheten går förlorad bland snyfthistorier" i Zarembas anekdotiska bevisföring.[30] I Aftonbladet skrev Kerstin Weigl att Zaremba närmade sig konspirationsteorier.[31] Socialpolitiska chefen för Akademikerförbundet Camilla Sköld, och Titti Fränkel, Utvecklingschef socialt arbete Akademikerförbundet, skrev att Zaremba drevs av egna teser och hade missat socialtjänstens mål - barnens rätt, inte föräldrars rätt.[32] Även Åsa Linderborg skrev att Zaremba sin vana trogen plockar ut ett par osannolika men lärorika fall och "har fel om allt."[33]

### Artiklar i tidskrifter
- Orättens rötter (Moderna tider, 2004) är ett kritiskt reportage om rättspositivismens tillämpning i svenska domstolar.
- När miljardärens mössa blev en doktorshatt (2013)[34], en debattartikel om Olav Thons belöning med hedersdoktortitel vid Karlstads Universitet.

## Priser och utmärkelser
- 1996 – Advokatsamfundets journalistpris.[36]
- 2005 – Pris ur Svenska Akademiens egna medel.[37]
- 2006 – Hasse Olssons pris till årets ekonomijournalist
- 2006 – Stora journalistpriset i kategorin "Årets berättare" (för artikelserierna Den polske rörmokaren och Rättvisan och dårarna).
- 2008 – Pris ur Svenska Akademiens egna medel.[38]
- 2009 – Hedersdoktor vid juridiska fakulteten i Lund.[39][40]
- 2009 – Bertil Ohlin-medaljen
- 2010 – Publicistklubbens Guldpennan[41]
- 2012 – Officerskorset av republiken Polens förtjänstorden[42]
- 2012 – Samfundet De Nios Särskilda pris
- 2013 – Johan Hansson-priset
- 2013 – Kellgrenpriset
- 2013 – Torgny Segerstedts frihetspenna
- 2021 – Åke Ortmarks journalistpris[43]